# Buysesmolen
De Buysesmolen is een staakmolen in het Belgische Sint-Antelinks (Herzele). Het is een korenmolen die op een plek staat waar sinds de 13e eeuw een windmolen heeft gestaan. De molen was lange tijd in het bezit van de Norbertijnerabdij te Ninove. Tijdens de Franse bezetting ging hij over in particuliere handen en in 1839 kwam hij in het bezit van de familie Buyse, die in 1975 de Buysesmolen aan de Belgische staat verkocht. De molen was al in 1944 beschermd als monument en sinds de jaren 60 waren er plannen voor een restauratie van de inmiddels zwaar vervallen staakmolen.
In de zomer van 1976 viel de Buysesmolen om. De molendelen werden opgeslagen en de staak bleef staan. Pas in 2003 werd er een erfpachtovereenkomst afgesloten tussen de eigenaar, het Vlaamse Gewest, en de gemeente. In 2007-2008 werd de Buysesmolen gerestaureerd en op 15 augustus 2009 werd de molen feestelijk in bedrijf gesteld.
De Buysesmolen heeft twee steenkoppels. Vroeger bevond zich in de "buik" een derde, kleiner koppel. De vang is een houten bandvang.
De gemeente Herzele stelde vrijwillige molenaars aan die regelmatig met de molen malen. 

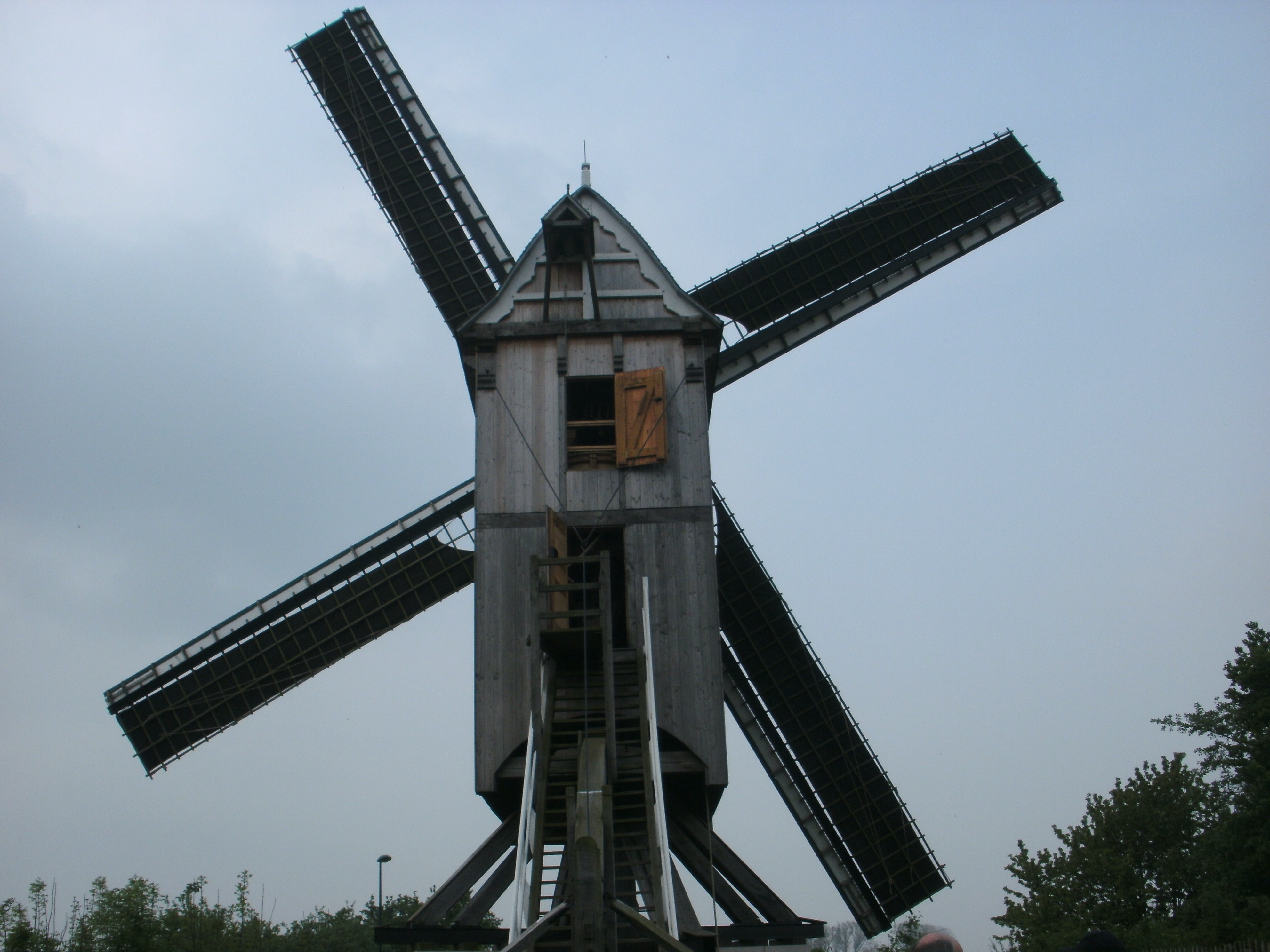
Achterkant van de Buysesmolen
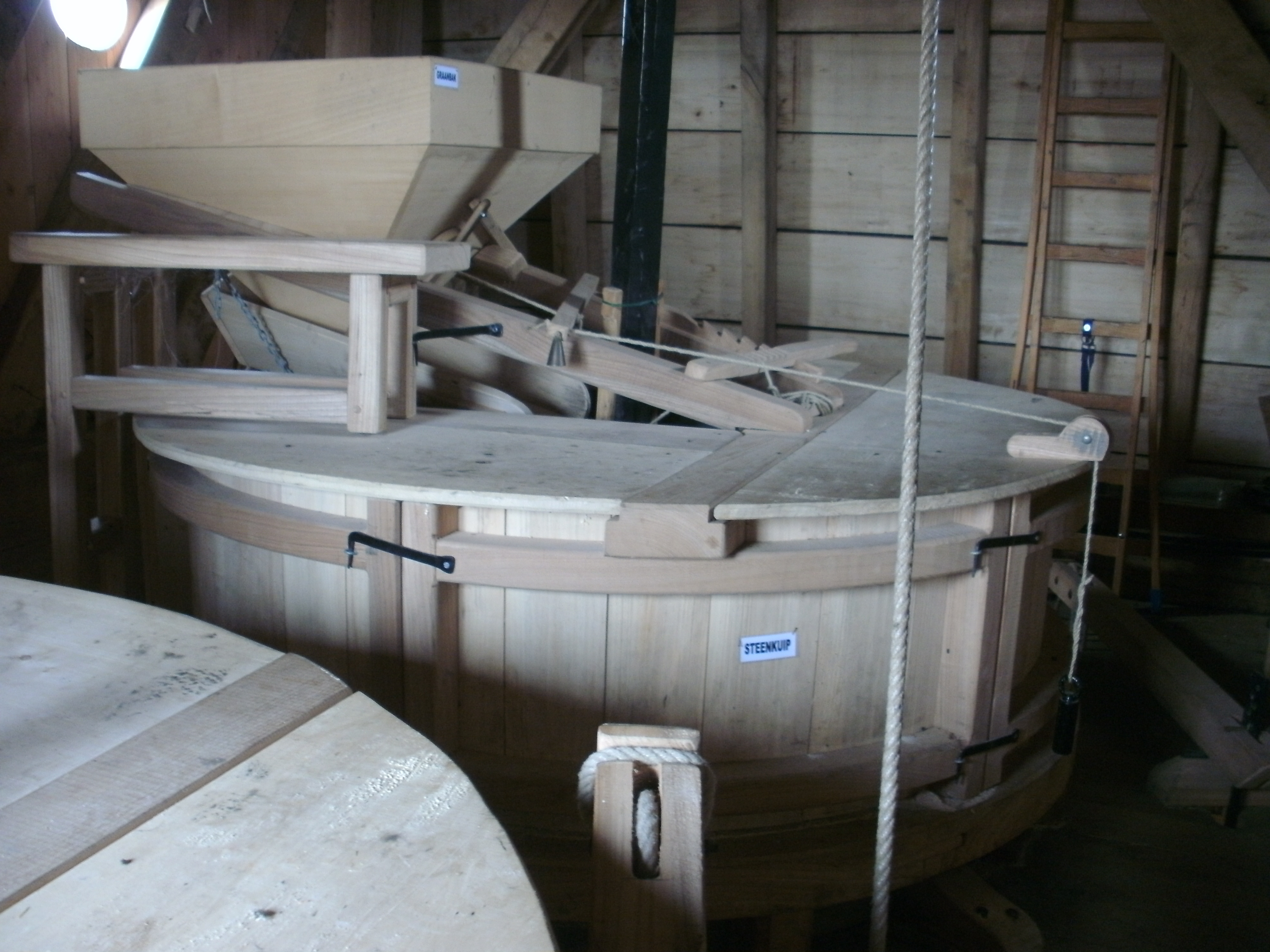
Steenkist
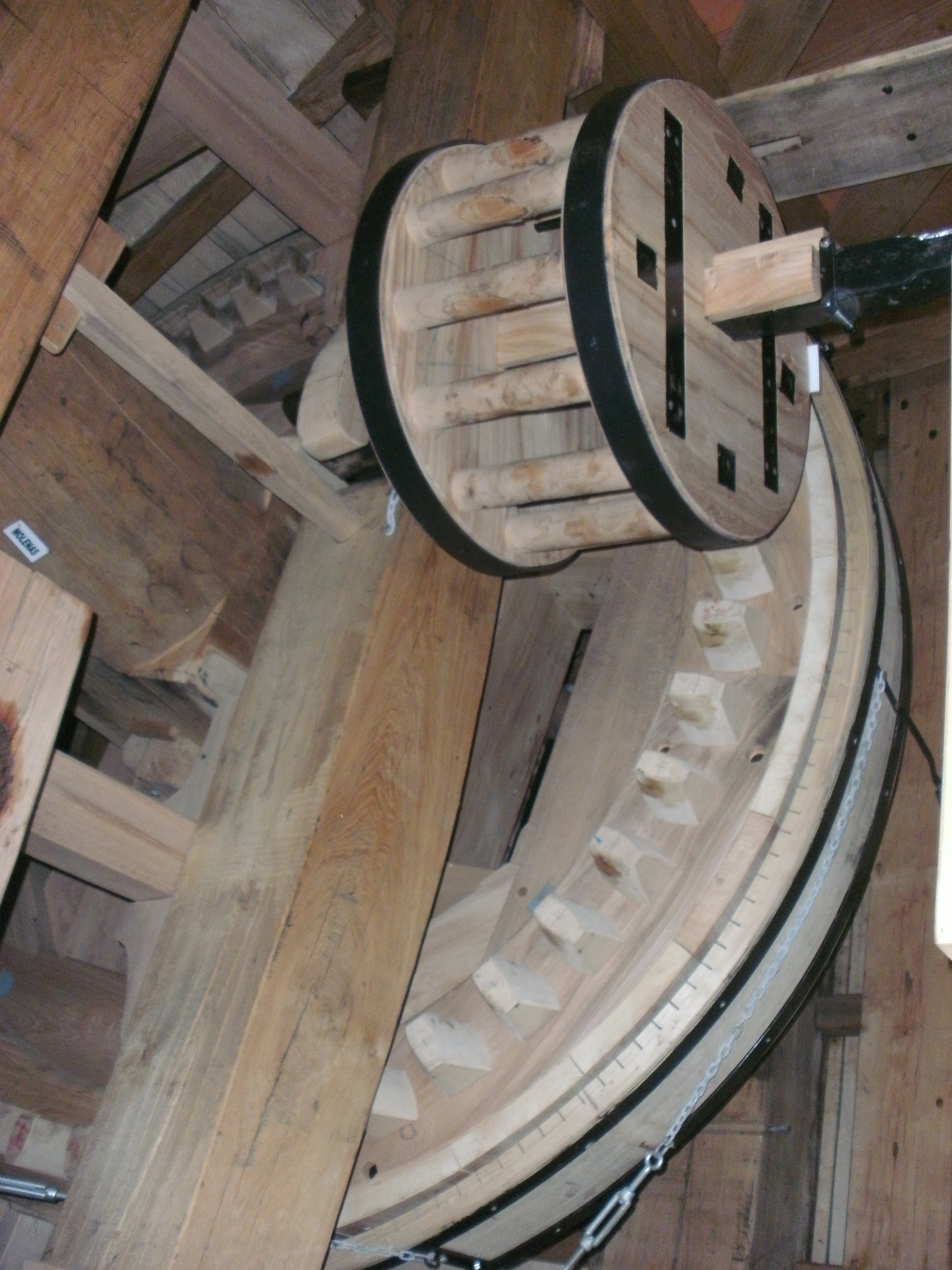
Voorkant van de molenas
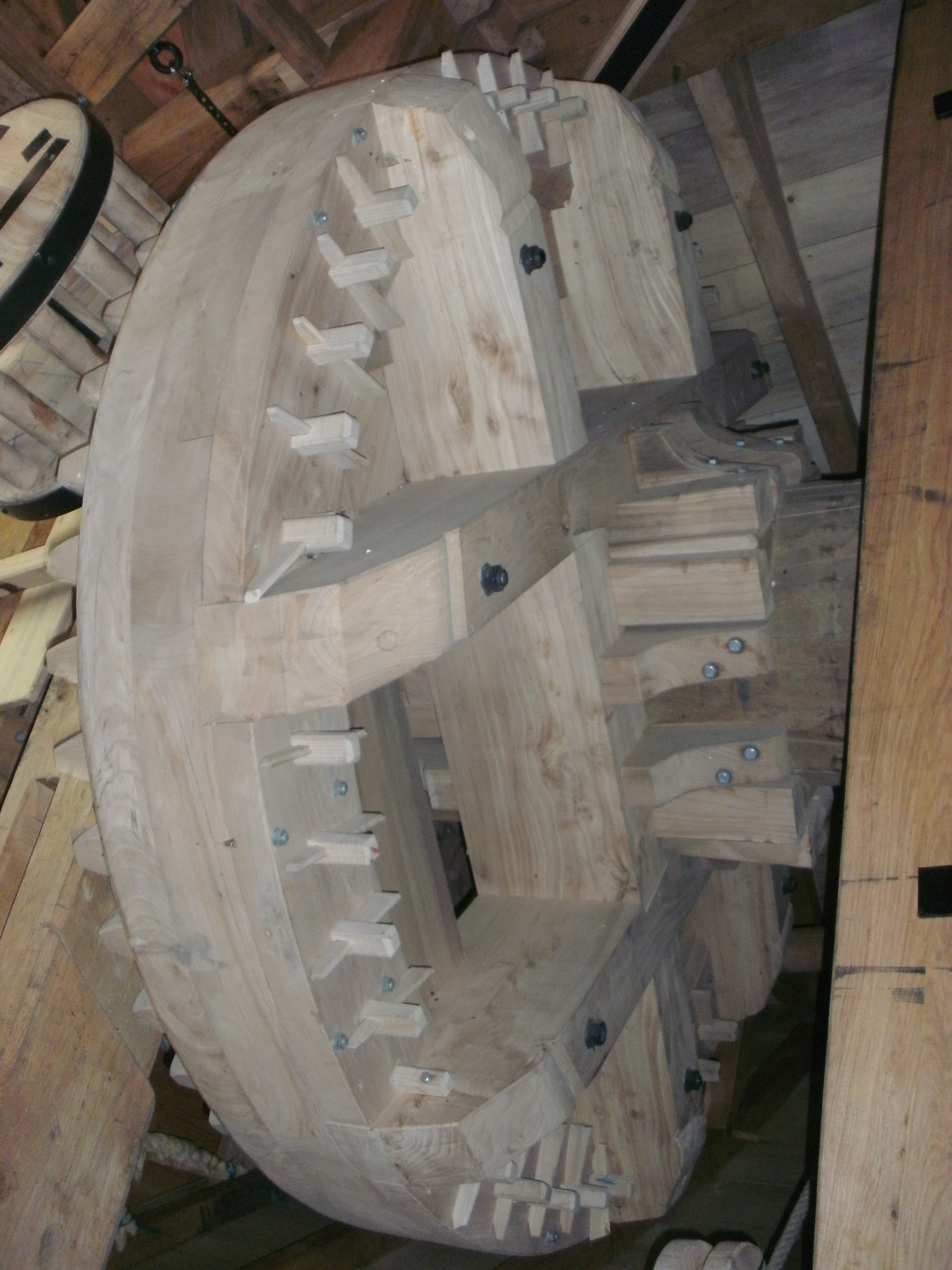
Achterkant van de molenas